# ألبرتو توريس
ألبرتو توريس (بالبرتغالية: Alberto Torres) هو مؤلف وقاضي وصحفي وكاتب ومحامي وسياسي برازيلي، ولد في 26 نوفمبر 1865 في إيتابوراي في البرازيل، وتوفي في 29 مارس 1917 في ريو دي جانيرو في البرازيل. انتخب عضو مجلس النواب البرازيلي ‏.